# قسم بمبور الغربي الريفي (مقاطعة بمبور)
قسم بمبور الغربي الريفي (بالفارسية: دهستان بمپور غربی) هي منطقة سكنية تقع في إيران في Bampur District. يقدر عدد سكانها بـ 15,905 نسمة .